# 小田垣栄司
小田垣 栄司（おだがき えいじ、1978年4月30日 - ）は、兵庫県豊岡市出身の実業家・経営者

## 経歴

### 事業者として
近畿大学附属豊岡高等学校を卒業後、東京学芸大学教育学部人間科学類総合社会システム学科に進学。大学在学中の1998年にインターネットに興味を持ち、広告代理店の営業支援やホームページ制作事業で起業した。
2006年2月にWEBマーケティングやシステム開発を行う株式会社ノヴィータを設立。リーマン・ショックの発生した2008年頃に事業が一度行き詰るようになるものの、社内の構造改革などに取り組んだことで2012年までに上向きに転じた。2015年4月に2代目（三好怜子）に社長職を譲り、小田垣自身は同社の会長となった。
2018年以降、以下の企業・法人・組織などに携わっている。
- バイオシードテクノロジーズ株式会社 - 2018年12月に元ニチメン株式会社の広瀬陽一郎とともに創業[7]。農業資材開発や栽培指導などを事業内容としており[7]、アサヒバイオサイクル等と協力して水田転作事業を取り組んでいる[8]。
- ひょうご神戸スタートアップ・エコシステムコンソーシアム - 2019年12月に設立。キーパーソンとして参画。ひょうご神戸のリソースやポテンシャルを最大活用しながら世界で活躍できる事業者を輩出する活動を支援している[9][10]。
- 一般社団法人エンづくり研究所 - 2021年8月に設立。理事を務めている[11]。
- 大阪・関西万博実行委員会 - 2022年3月に設立。ひょうごフィールドパビリオンの有識者として構想段階から関与。検討会議のコアメンバーとしても参画し対象コンテンツの認定や選定を行っている[12][13]。

2018年9月に兵庫県と豊岡市が協調して実施する「兵庫高度IT起業家等集積支援事業」のITカリスマの認定を受け、以降は豊岡市の女性就労問題と帰郷率向上に取り組んでいる。
就任すると養父市の「ふるさと起業誘致支援事業」担当者からの相談を受け、自身が2016年から取締役を務めていた株式会社アイキューフォーメーションを紹介する。同社は2016年から小売電気事業者として参入していたが、2020年3月に養父市内に事務所を開設して、IoTを活用して消費電力をチェックすることで独居老人の見守り事業を開始し、同時に中山間地域の雇用創出にも貢献している。